# Wheatpieces
Wheatpieces est une paroisse civile du Gloucestershire, en Angleterre.